# Гізі Байор

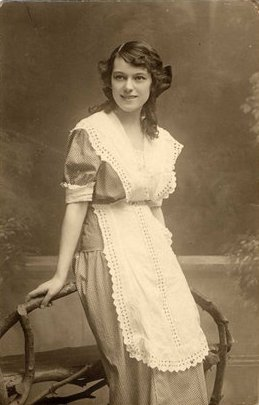
Гізі Байор у ролі Аннушки

Гізі Байор (угор. Bajor Gizi, уроджена Гізелла Беєр, Beyer Gizella; 19 травня 1893, Будапешт — 12 лютого 1951, Будапешт) — угорська акторка.

## Життєпис та творчість
Гізі Байор народилася 1893 року в Будапешті. Її батько, раніше працював гірничим інженером, а мати (італійка) керували кафе Báthory на площі Кальвіна. Після навчання в жіночій школі, якою керували черниці Institutum Beatae Mariae Virginis, Гізі з 1911 по 1914 роки навчалася в Академії драми в Будапешті. Як талановита випускниця, вона того ж року дебютувала на сцені Національного театру в епізодичній ролі в комедії угорського класика Еде Сіглігеті «Засилля жінок». Байор називали акторкою великої сценічної виразності, творчої фантазії, що володіла даром перевтілення. З великим успіхом вона грала в п'єсах угорських авторів: Марта («Бабуся» Чікі), Аннушка (Гардоньї), Ержебет («Годувальниця» Броді), Ангел («Білі хмари» (Мольнара) тощо. Під час революції 1919 року виступала перед глядачами — робітниками та селянами. Зі встановленням в Угорщині фашистського режиму Гізі Байор відійшла від сучасного їй репертуару і звернулася до класики. Найкращі зі створених нею в цей період сценічних образів — героїні Шекспіра: Селія («Як вам це сподобається»), Титанія та Пук («Сон літньої ночі»), Катаріна («Приборкання норовливої»), Міранда («Буря»), Джульєтта. Серед інших ролей: Керубіно (Одруження Фігаро), Гільда («Будівничий Сольнес» Ібсена), Нора. Новий підйом у творчості Байор почався після 1945 року, коли вона зіграла Клеопатру («Антоній та Клеопатра» Шекспіра), Діану («Собака на сіні» Лопе де Вега), Зілію («Німий витязь» Хельтаї). Останні значні творчі роботи Байор: Анна Кареніна (в однойменному інсценуванні за твором Лева Толстого, 1949) та леді Мільфорд («Підступність і кохання», 1950).

### Театральні ролі
- Аннушка (Геза Гардоні)
- Елізабет (Шандор Броді: «Няня»)
- Джульєтта (Шекспір: «Ромео і Джульєтта»)
- Титанія (Шекспір: «Сон літньої ночі»)
- Мінна (Готхольд Ефраїм Лессінг: «Мінна фон Барнгельм»)
- Анна (Нікодемі: «Світанок, Полудень, Вечір»)
- Лейла (Ерне Шеп: «Азра»)
- Зілія (Ене Гельтаї: «Настала тиша»)
- Сесіль (Ференц Герцег: «Блакитний лис»)
- Донна Діана (Морето)
- Маргеріт Готьє (Александр Дюма: «Дама з камеліями»)
- Клеопатра (Шекспір: «Антоній і Клеопатра»)
- Діана (Лопе де Вега: «Собака садівника»)
- Анна (Лев Толстой: Анна Кареніна)
- Леді Мілфорд (Фрідріх Шиллер: «Підступність і кохання»)

## Спадщина
Гізі Байор вважається однією з найвпливовіших угорських акторок XX століття. Вона була поміщена до Зали слави Національного театру в 1925 році, і вона стала однією з перших, хто отримав престижну премію Кошута в 1948 році.

## Галерея

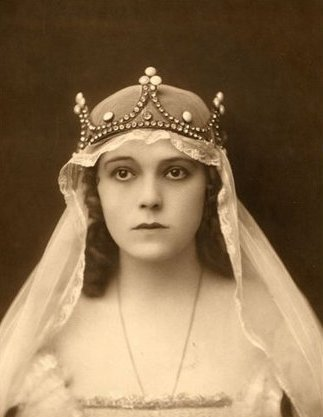
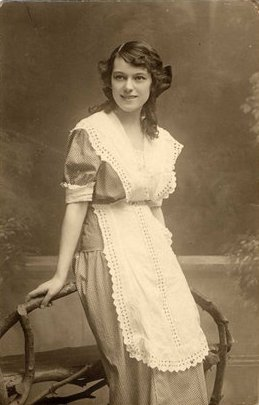
У ролі Аннушки за твором Гези Гардоні
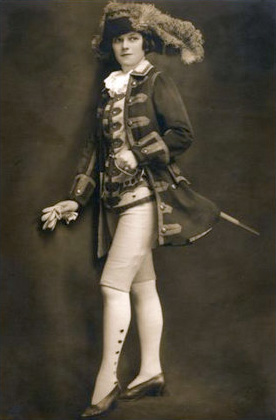
Божевільний день, або Одруження Фігаро, П'єр Бомарше
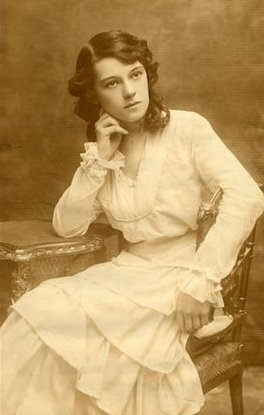
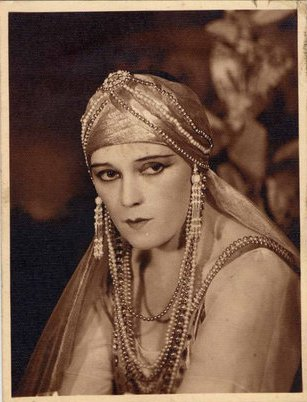
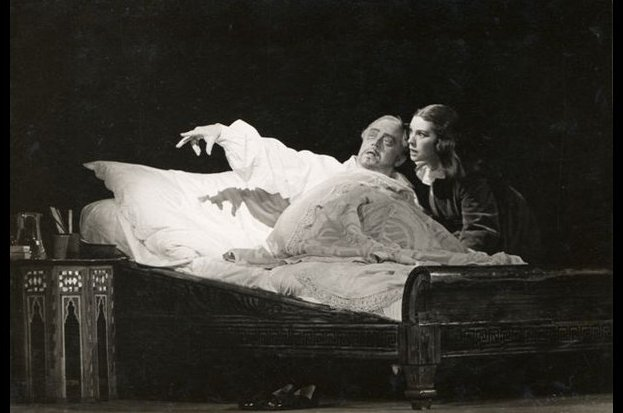
З Гюла Чортос у «Траур личить Електрі» Юджина О'Ніла у 1937 році